# Climat des Pyrénées
 (avril 2009).
Latitude, orientation de la chaîne, proximité de l'océan Atlantique, orographie engendrent les caractéristiques modelant le climat des Pyrénées, marqué par d'importants contrastes de part et d'autre de la haute chaîne. L'influence océanique est prépondérante à l'ouest et au nord avec notamment une pluviométrie importante, tandis que le sud et l'est, plus secs, sont soumis à des influences méditerranéenne et continentale.

## Situations météorologiques «types»
- Flux de sud-ouest à ouest : régulièrement porteur de perturbations d'origine atlantique, dégradées lors de leur traversée de la péninsule Ibérique puis réactivées au contact du relief pyrénéen. Elles apportent l'essentiel des précipitations sur les contreforts de Navarre, Aragon, l'ouest de la Catalogne, Andorre et la majeure partie des crêtes frontalières.
Sauf dans le cas des perturbations très actives qui peuvent déborder, le versant français profite d'un classique effet de foehn (soleil voilé, averses faiblissantes). Mais ce courant de haute altitude (surtout lorsqu'il est peu perturbé) peut aussi se combiner à un flux de nord-ouest de basse altitude, sous la haute chaîne se crée un « appel d'air » qui va capter l'humidité du golfe de Gascogne tout proche et provoque une seconde perturbation, typique du versant septentrional et qui ne déborde jamais au sud (curieuse situation d'une mer de nuages couvrant vallées et moyenne montagne, dominée par un plafond nuageux d'altitude, avec un interstice dégagé entre les deux).
- Flux de nord-ouest à nord : combiné, indépendant ou succédant à une perturbation d'ouest-sud-ouest. Les nuages sont « aspirés » sous le relief ou s'accumulent contre lui et occasionnent l'essentiel des précipitations sur le versant septentrional (France et Val d'Aran).
- Flux de nord-est à est : le plus souvent anticyclonique. À la suite d’une perturbation de nord, l’activité décline par le nord-est puis le beau temps revient par l’est. Occasionnellement une autre situation peut se présenter de l’automne au printemps : après une descente d’air froid sur la Méditerranée (golfe du Lion), une dépression se creuse et provoque des perturbations intenses, quoique d’une faible capacité de pénétration dans les terres : elles affectent surtout l’est de la chaîne.
- Flux de sud-est à sud : généralement peu perturbé et annonciateur d’une dégradation par le sud-ouest. Plus rarement, il s’agit de grosses dépressions méridionales (d’origine méditerranéenne ou atlantique). Ces perturbations potentiellement diluviennes touchent d’abord le versant méridional des Pyrénées et les crêtes frontalières, plus encore dans la partie orientale proche de la mer. Elles peuvent aussi déborder sur le versant septentrional.

## Régions climatiques
- Montagnes basco-navarro-béarnaises de la Rhune à l’Ossau et Ansó (climat océanique) : en raison de leur altitude modérée qui limite l’effet de barrière, elles sont exposées à la fois aux perturbations d’ouest-sud-ouest et à celles de nord-nord-ouest, ces dernières étant particulièrement actives avec la proximité de l’océan. Les cumuls de précipitations sont les plus élevés des Pyrénées : moyennes de 150 à 250 cm/an (optimum autour du pic d'Anie). L’amplitude thermique annuelle, limitée par l’air océanique, est d’environ 12° (isotherme zéro degré Celsius vers 1 350 mètres d’altitude en janvier – isotherme 10° vers 1 700 m en juillet).
L’enneigement hivernal, irrégulier à cause de la relative douceur océanique, mais alimenté par l’abondance des précipitations, est durable au-dessus de 1 200 mètres environ.
Végétation « luxuriante » (chênes à feuilles caduques, hêtres, sapins).
- Moyenne Montagne nord de l’Ossau à l’Aude occidentale (climat subocéanique) : relativement épargnée par les perturbations d’ouest-sud-ouest qui se déchargent auparavant sur la haute chaîne frontalière, elle est intensément exposée aux perturbations de nord-nord-ouest qui viennent buter contre le relief. Cet effet de « bouchon » se fait ressentir jusque sur le piémont (bourrelet pluviométrique sous-pyrénéen : 124 cm/an à Lannemezan) et s’accentue dans les fonds de vallée bien ouverts au nord-nord-ouest, sortes d’« entonnoirs à nuages » où sont observés les cumuls annuels les plus importants (168 cm à Aulus-les-Bains en Ariège). Les premiers contreforts sont également très arrosés (154 cm/an au hameau de Chiroulet dans les Hautes-Pyrénées), tandis que les vallées larges cernées de massifs sont plus abritées (92 cm à Saint-Lary-Soulan, 90 cm à Luchon, 78 cm à Tarascon-sur-Ariège). La moyenne pluviométrique est de 100 à 150 cm/an. L’amplitude thermique augmente par rapport au Pays basque pour atteindre 13 à 14° (isotherme 0° vers 1 200 m en janvier – isotherme 10° vers 1 850 m en juillet). L’enneigement hivernal, bien aidé par le flux humide et frais de nord, est durable au-dessus de 1 200 mètres.
Paysages verdoyants (chênes à feuilles caduques, hêtres, sapins).
- Moyenne Montagne sud d’Ansó à Cadí (climat subcontinental à tendance méditerranéenne) : contrairement à une idée reçue, le versant espagnol (certes plus ensoleillé) n’est pas systématiquement plus sec que le versant français, du moins en termes de cumuls pluviométriques. Les perturbations, principalement d’ouest à sud-ouest, sont en fait plus rares mais plus intenses qu’en France. L’effet d’accumulation contre le relief joue moins et il faut des massifs importants pour réactiver ces perturbations de moyenne ou haute altitude : cela explique la sécheresse du Piémont (environ 50 cm/an) et la modération pluviométrique des contreforts (100 cm en sierra de Guara), tandis que la montagne intérieure est copieusement, quoique irrégulièrement, arrosée (125 cm à Benas et jusqu’à 160 cm dans les vallées occidentales de Gállego et Canfranc). Plus à l’est enfin, et tout en restant prépondérant, le flux d’ouest-sud-ouest perd en activité (80 cm à Esterri d'Àneu, 96 cm à Andorre, 60 cm en Cerdagne – haut bassin entouré de massifs protecteurs).
Partout la haute chaîne frontalière repousse l’air océanique tempéré du nord-ouest, renforçant l’amplitude thermique annuelle qui avoisine 15° et induit des hivers aussi froids qu’en France (isotherme 0° vers 1 250 m en janvier). Les étés sont nettement plus chauds (isotherme 10° vers 2 150 m en juillet). L’enneigement hivernal est durable au-dessus de 1 500 mètres.
Végétation de transition : les plus hautes vallées sont encore assez verdoyantes et abritent localement hêtres et sapins, mais seulement quelques kilomètres vers le sud permettent à la garrigue et au maquis de s’imposer (pins, chênes verts).
- Pyrénées orientales franco-catalanes de l’Aude aux Albères et des Albères à Cadí (climat méditerranéen à tendance continentale) : c’est la partie climatiquement la plus hétérogène de la chaîne. Les perturbations d’ouest-sud-ouest et plus encore celles de nord-nord-ouest, sont affaiblies. Les premières affectent encore sensiblement la sierra de Cadí puis déclinent sur le Puigmal, le Canigou, le Madrès.
Inversement les secondes touchent le Madrès et le Canigou, mais quasiment pas Cadí ; de plus l’arrêt de la chaîne vers l’est désamorce en partie l’effet d’accumulation contre le relief. Le vent (tramontane), trouvant là un passage, est souvent violent.
Les perturbations d’origine méditerranéenne ou méridionale, quoique bien plus rares et très aléatoires dans leurs manifestations d’un versant à l’autre, sont particulièrement actives au sud du Canigou (vallée du Tech, région d’Olot) où l’on recueille les cumuls annuels les plus importants (La Preste 129 cm, Nuria 110 cm). La vallée du Têt est beaucoup plus sèche (Prades 54 cm, Mont-Louis 78 cm). Les températures sont à peu près identiques à celle de la Moyenne montagne sud, à l’exception du massif des Albères proche de la mer où l’amplitude annuelle décroît (hivers plus doux, étés plus frais). L’enneigement hivernal est durable au-dessus de 1 500 mètres.
Végétation méditerranéenne (garrigue, chêne vert, pin), ponctuée de hêtres dans les endroits les plus humides.
- Haute montagne centrale franco-espagnole, de l’Ossau au Carlit au-dessus de 2 000 mètres (climat subocéanique froid) : exposée de façon prépondérante aux perturbations d’ouest à sud-ouest (sauf pour la crête entre l’Ariège et le Val d'Aran, et les environs du pic du Midi de Bigorre exposés davantage au nord-nord-ouest en raison de leur position en retrait de la haute chaîne).
Les cumuls pluviométriques, essentiellement sous forme de neige, sont assez homogènes d’un massif à l’autre malgré un léger déclin d’ouest en est (de 200 à 150 cm/an). Le Balaïtous est probablement le « 3 000 » le plus arrosé.
L’amplitude thermique est modérée, de 13 à 14° (isotherme – 5° vers 2 200 mètres en janvier/février, isotherme + 5° vers 2 800 mètres en juillet/août).
Le manteau neigeux vers 2 000 mètres s’établit généralement en novembre et se disloque en  avril.
Des glaciers résiduels occupent les abords des plus hauts sommets : Balaïtous, Vignemale, Taillon, mont Perdu, Posets, Luchonnais, Aneto. Ils auront probablement disparu à la fin du siècle, sous l’effet du réchauffement climatique entamé depuis le milieu du XIXe. Depuis cette époque ils ont souvent régressé de plusieurs centaines de mètres comme en témoignent les moraines les plus proches. Ils perdent aussi en épaisseur et parfois sont enfouis sous des éboulis (Canigou, Besiberri, Cambalès…). L’altitude minimale pour permettre la formation de glace va de 2 500 à 3 200 mètres en versant nord, elle est un peu plus basse dans la moitié ouest de la chaîne (qui abrite la plupart des glaciers), exception faite dans le flanc nord-est du mont Valier (Ariège) qui culmine à 2 838 mètres seulement et présente le glacier d'Arcouzan entre 2 350 et 2 500 mètres. Sa diminution globale sur la période 1850-2012 est inférieure à la moyenne pyrénéenne (-70 % contre -85 %). Les glaciers sont quasi absents des versants sud.
La limite haute de la forêt varie de 2 000 à 2 500 mètres (pin à crochets, bouleaux).

## Paléo-climat
Au Paléolithique supérieur, le climat joue un rôle sur l'occupation humaine du versant nord des Pyrénées  : 
1. Le versant nord des Pyrénées (partie supérieure) présente une occupation humaine pendant tout le paléolithique supérieur.
2. À partir de la fin de la dernière grande glaciation dite de Würm dont le maximum glaciaire se situe vers 18 000 ans BP, on observe une multiplication et une montée en altitude des sites (voir aussi tardiglaciaire).
3. On divise le versant nord pyrénéen en trois zones d'implantation des sites, répartis selon les régions climatiques et l'altitude :
  - la région de basse altitude (< 200 m) de l'ouest pyrénéen à climat océanique (Pyrénées-Atlantiques, Landes) est occupée pendant tout le paléolithique supérieur. La majorité des gros sites (Isturitz & Brassempouy) et des sites de plein air se trouve dans cette région.
  - la région de basse montagne des calcaires mésozoïques (entre 300 et 500 m) est aussi occupée pendant les périodes de  l'aurignacien, gravettien et solutréen, les sites se concentrent dans les vallées de la Garonne et de l'Ariège (rivière) et de leurs affluents. Pendant le tardiglaciaire, les sites s'étendent aussi plus à l'ouest dans les vallées des gaves et de l'Adour. Il existe aussi une montée en altitude d'environ 100 m des implantations au tardiglaciaire.
  - la région de Tarascon-sur-Ariège et de la vallée de l'Arac (au-dessus de 500 m) est occupée seulement à la fin du tardiglaciaire. Ces sites semblent avoir été spécialisés dans la chasse du bouquetin, du lagopède et dans la pêche du saumon.

## Réseau de balises en altitude
Parmi les 28 balises Nivôse de Météo-France, huit se trouvent dans les Pyrénées françaises : Canigou (Pyrénées-Orientales), Puigmal (Pyrénées-Orientales), L'Hospitalet (Ariège), Port d'Aula (Ariège), Maupas (Haute-Garonne), Aiguillettes, en Haute-Bigorre (Hautes-Pyrénées), lac d'Ardiden (Hautes-Pyrénées), Soum Couy (Pyrénées-Atlantiques).
Sous forme de stations météorologiques automatiques autonomes en énergie, ces stations ont été créées afin de permettre aux météorologues et plus largement au public d'accéder librement aux données par internet en temps réel (transmission par satellite) concernant des lieux montagneux difficiles d'accès. Elles comprennent un thermomètre, un nivomètre, un anémomètre et un hygromètre.